# Laccobius leechi
Laccobius leechi är en skalbaggsart som beskrevs av Cheary 1971. Laccobius leechi ingår i släktet Laccobius och familjen palpbaggar. Inga underarter finns listade i Catalogue of Life.